# Rhododendron commonae
Rhododendron commonae är en ljungväxtart som beskrevs av Förster. Rhododendron commonae ingår i släktet rododendron, och familjen ljungväxter. Inga underarter finns listade i Catalogue of Life.